# Amaurobius ruffoi
Espèce
Amaurobius ruffoi est une espèce d'araignées aranéomorphes de la famille des Amaurobiidae.

## Distribution
Cette espèce est endémique d'Italie. Elle se rencontre en Vénétie et en Lombardie.

## Description
Les mâles mesurent de 5,4 à 7,0 mm et les femelles de 6,0 à 8,6 mm.

## Publication originale
- Thaler, 1990 : Amaurobius ruffoi n.sp., eine weitere Reliktart der Südalpen-mit Bemerkungen über die Amaurobiidae der Alpen (Arachnida: Aranei). Zoologischer Anzeiger, vol. 225, p. 241-252.